# Євстратов Борис Васильович
Борис Васильович Євстратов (1895-1968) — радянський працівник сільського господарства, агроном зернорадгоспу, Герой Соціалістичної Праці.

## Біографія
Народився в 1895 році.
В 1924 році закінчив Богородицький сільськогосподарський технікум (нині Сільськогосподарський коледж «Богородицький» імені І.О. Стебута в Тульській області). З 1940 року працював агрономом у радгоспі «Целінський» Целінського району Ростовської області.
Помер у Москві, похований у колумбарії № 20 Донського кладовища.
Борис Васильович був автором праць:
- Семеноводство зерновых культур и трав : опыт работы ордена Ленина Целинского совхоза Ростовской области. М., 1952. 30 с.
- Организация сортового семеноводства. Совхозное производство. 1955. № 3. С. 17-19.
- Агротехника возделывания озимой пшеницы. Совхозное производство. 1955. № 9. С. 19-25.
- Высокие урожаи озимой пшеницы. М. : Изд-во Министерства совхозов СССР, 1956. 19 с.
- Совхоз в борьбе за рентабельность : Опыт Целинного ордена Ленина зернового совхоза. М. : Сельхозгиз, 1956. 136 с.

## Нагороди
- Указом Президії Верховної Ради СРСР від 3 квітня 1948 року за одержання високих врожаїв пшениці при виконанні радгоспом плану видачі державі сільськогосподарських продуктів в 1947 році і забезпеченості насінням зернових культур для весняної сівби 1948 року Євстратову Борису Васильовичу, який отримав урожай пшениці 32,4 центнера з гектара на площі 483 гектара, присвоєно звання Героя Соціалістичної Праці з врученням ордена Леніна і золотої медалі «Серп і Молот».
- Також нагороджений медалями.